# Sergestes halia
Sergestes halia är en kräftdjursart som beskrevs av Faxon 1893. Sergestes halia ingår i släktet Sergestes och familjen Sergestidae. Inga underarter finns listade i Catalogue of Life.